# Simulium dentatum
Simulium dentatum är en tvåvingeart som beskrevs av Puri 1932. Simulium dentatum ingår i släktet Simulium och familjen knott. Inga underarter finns listade i Catalogue of Life.